# 峒刀
峒刀，中國少數民族的冷兵器。
宋朝周去非在《嶺外代答》中敘述峒刀通常為左、右江峒的人使用，與界外諸蠻刀相類，刃長四尺，而靶二尺。一鞘而中藏二刃，蓋一大一小焉。靶之端，為雙圓而相並。峒刀以黑皮為鞘，黑漆飾靶，黑皮為帶。峒刀以凍州所作為佳，常佩之於肩。
南宋范成大在《桂海虞衡志》形容，峒刀，兩江州峒及諸外蠻無不帶刀者。一鞘二刀，與雲南同。但以黑漆雜皮為鞘。

## 史料
- 《嶺外代答》
- 《桂海虞衡志》